# Rhodonia
Rhodonia Niemelä (różoporek) – rodzaj grzybów z rzędu żagwiowców (Polyporales).

## Charakterystyka
Grzyby kortycjoidalne o owocniku rozpostartym, rozproszonym, dość gęstym, miękkim, o barwie od bladoróżowej do białej. System strzępkowy monomityczny, strzępki generatywne ze sprzążkami, początkowo cienkościenne, ale w dojrzałym wieku grubościenne. Cystyd brak. Podstawki maczugowate, 4-sterygmowe ze sprzążką bazalną. Bazydiospory cylindryczne, lekko zagięte, szkliste, gładkie, nieamyloidalne. Powodują brunatną zgniliznę drewna drzew iglastych.
Rodonia był pierwszym grzybem poliporoidalnym powodującym brunatną zgniliznę, którego genom został całkowicie zsekwencjonowany.

## Systematyka i nazewnictwo
Pozycja w klasyfikacji według Index Fungorum: Incertae sedis, Polyporales, Incertae sedis, Agaricomycetes, Agaricomycotina, Basidiomycota, Fungi.
Takson ten utworzył Tuomo Niemelä w 2005 r.
Gatunki
- Rhodonia obliqua (Y.L. Wei & W.M. Qin) B.K. Cui, L.L. Shen & Y.C. Dai 2018

- Rhodonia placenta (Fr.) Niemelä, K.H. Larss. & Schigel 2005 – różoporek ceglastoczerwony
- Rhodonia rancida (Bres.) B.K. Cui, L.L. Shen & Y.C. Dai 2018
- Rhodonia subplacenta (B.K. Cui) B.K. Cui, L.L. Shen & Y.C. Dai 2018
- Rhodonia tianshanensis Yuan Yuan & L.L. Shen 2017

Nazwy naukowe na podstawie Index Fungorum. Nazwa polska na podstawie rekomendacji Komisji ds. Polskiego Nazewnictwa Grzybów przy Polskim Towarzystwie Mykologicznym.